# Jan Davis (Musiker)
Jan Davis (* 1939 in Los Angeles, Kalifornien, USA; † 2. Mai 2014; eigentlich John Arthur Bird) war ein US-amerikanischer Gitarrist, Komponist, Sänger und Musikproduzent.

## Karriere
Jan Davis ist Co-Autor des Liedes „All I Have To Give You Is My Love“, welches 1952 von Dean Martin veröffentlicht wurde. Mit 16 bekam er einen Plattenvertrag bei Guild, wo er 1958 die Rockabilly-Single „She Told Me / Destination Love“ veröffentlichte, auf der er sang und E-Gitarre spielte.
Ab 1961 veröffentlichte er überwiegend Instrumentalmusik mit ihm als Sologitarrist. 1961 veröffentlichte er drei Singles, eine unter seinem Namen, eine mit der Band The Ricco-Shays und eine zusammen mit Lou Josie als Jan & Lou. Ab 1962 hat er bei B. Bumble & the Stingers als Gitarrist und Arrangeur mitgewirkt. Er ist außerdem Co-Autor von „Nautilus“, der B-Seite der von Kim Fowley produzierten Hit-Single „Nut Rocker“ (USA #23, UK #1) und anderer Aufnahmen von B. Bumble & the Stingers. In dieser Zeit wurde er auch häufig als Studiomusiker engagiert, z. B. für Dick Dales „Misirlou“.
1963 veröffentlichte er mehrere Singles unter eigenem Namen, darunter „Guitar Star / The Unwanted“, sowie eine weitere Single mit Lou Josie als The Ho-Dads. Mit Lou Josie komponierte er neben „The Unwanted“ und anderen Stücken auch „Fugitive“, was 1964 zusammen mit „Boss Machine“ als Single erschien (USA #129) und kurz darauf von The Ventures gecovert wurde (USA #126). 1966 veröffentlichte er eine Single zusammen mit der Band The Routers, im Jahr darauf auch eine zusammen mit Buzz Clifford unter dem Bandnamen The Wall of Sound.
Nachdem er ein Konzert von Sabicas besucht hatte, begann er Flamenco-Gitarre zu spielen, wobei er eine andere Stimmung verwendet als gewöhnlich, erstmals zu hören bei „(International) Love Process“, was 1967 als Single erschien und auch auf dem 1969 erschienenen Album Flamenco Funk enthalten ist. Das Album verbindet Flamenco mit Funk, Soul und Pop und besteht aus Instrumentalstücken, zur Hälfte Eigenkompositionen, zur anderen Hälfte Arrangements von Liedern, wie beispielsweise „In the Year 2525“ und „Aquarius“ aus dem Musical Hair.
„The Unwanted“ wurde 1970 von Les Humphries neu interpretiert. 1973 veröffentlichte Davis als erster männlicher Sänger eine Version des Liedes „Piece of My Heart“, wobei er sang und E-Gitarre spielte. 1975 erschien das Album Hot Sauce, mit Jan Davis als Sologitarrist und Arrangements von ihm, René Hall und Ernie Fields, Jr., sowie Earl Palmer am Schlagzeug. Hot Sauce ist, ähnlich wie Flamenco Funk, ein reines Instrumentalalbum und besteht zur Hälfte aus Eigenkompositionen, zur anderen Hälfte aus Arrangements von Liedern. 1976 erschien Flamenco USA, welches einem ähnlichen Konzept folgt, wie die beiden Vorgängeralben, jedoch mit einem höheren Anteil an Eigenkompositionen. 1977 hat er als Sänger an dem Folk-Album North Mountain Velvet von Jaime Brockett mitgewirkt.
1985 hat er am Bluegrass-Album All 'Round Fiddle von Jim Queen als Sänger mitgewirkt. Auf Anregung von René Hall, der auch viele der Arrangements von Davis' Aufnahmen seit B. Bumble & the Stingers schrieb, gab es eine Reihe von Konzerten mit Davis als Sologitarrist zusammen mit verschiedenen Orchestern, wobei Hall auch als Arrangeur und Dirigent mitwirkte.
1990 hat er am Album Running Sacred von Exene Cervenka mitgewirkt. „Fugitive“ wurde 1996 auch von Laika & The Cosmonauts gecovert. Die 1997 erschienene EP I Loved You Too Much besteht aus sechs Rock- und Blues-Songs, bei denen Davis sang und E-Gitarre spielte.
2001 erschien das Album Concert By The Sea, auf dem neun der Stücke, die bei den Konzerten mit René Hall gespielt wurden, von Davis für zwei Gitarren neu arrangiert wurden, beide gespielt von ihm. Bei den Stücken handelt es sich um eine Mischung aus Flamenco, Jazz und klassischer Musik. Zu dem Album wurden auch mehrere Videos veröffentlicht.
Im Jahr 2002 erschienen die Alben Diversified Genres und Rock 'N' Flamenco, welche Aufnahmen aus den Jahren zuvor enthalten. 2004 erschienen die Alben Boss Guitar! The Best of Jan Davis, welches Aufnahmen aus den Jahren 1961 bis 1966 enthält, darunter auch zwei zuvor unveröffentlichte, sowie Guitar Legacy: Blast from the Past, welches Aufnahmen der 1960er und 1970er Jahre enthält. 2007 erschien eine Aufnahme von „All To Say Goodbye“ zusammen mit Barry Gurly sowie das Album Jan Davis: Boss Guitar, welches Aufnahmen aus den 1960er Jahren enthält.

## Diskografie (Auswahl)

### Alben

#### Studio
- 1969 Flamenco Funk (UNI)
- 1975 Hot Sauce (Ranwood)
- 1976 Flamenco USA (Cambria) – Jan Davis & The Flamenco Boogie Band
- Plays Flamenco Classical Guitar Solos (Cambria)
- Plays Hits of the 60's (Power)
- 2000 Rock 'N' Flamenco (Stone Tiger Records) – Jan Davis & The Spain Gang
- 2001 Concert By The Sea (Stone Tiger Records)
- 2002 Diversified Genres (Stone Tiger Records)
- 2004 Guitar Legacy: Blast from the Past (Stone Tiger Records)
- 2004 Boss Guitar! The Best of Jan Davis (Sundazed)
- 2007 Jan Davis: Boss Guitar (Stone Tiger Records)

#### Live
- Live In A Flamenco Comedy Concert (Triad)
- Rockin' with The International Philharmonic Orchestra – Jan Davis & The Flamenco Boogie Band, The International Philharmonic Orchestra
- Jan Davis In Concert

### EP
- 1997 I Loved You Too Much (Stone Tiger Records)

### Singles
- 1958 She Told Me / Destination Love (Guild)
- 1961 Sleepless / Damascus (Rendezvous) – Jan Davis & The Ricco-Shays
- 1961 Sabre Dance / Hop, Skip And Jump (Rendezvous)
- 1961 Leaving Town Tomorrow / Echoes of Summer (Rendezvous) – Jan & Lou (Jan Davis & Lou Josie)
- 1963 Honky / Legends (Imperial) – The Ho-Dads (Jan Davis & Lou Josie)
- 1963 Malaguena / Hop, Skip And Jump (Rendezvous)
- 1963 Don’t Walk Away / You’re Not Welcome Anymore (Rendezvous)
- 1963 Delicado / Sahara (Rendezvous)
- 1963 Guitar Star / The Unwanted (A&M)
- 1964 Watusi Zombie / Pooky (Holiday)
- 1964 Scramble / Snow Surfin' Matador (Smash)
- 1964 Fugitive / Boss Machine (A&M)
- 1965 Mystique / More (Columbia)
- 1966 The Flight of The Bee – Part 1 / The Flight of The Bee – Part 2 (Chattahoochee)
- 1966 Lost in Space / Run For Your Life (White Whale)
- 1966 The Time Funnel / Walkin' Back (RCA Victor) – Jan Davis & The Routers
- 1967 Hang On / You Had To Have Your Way (Big Bird / Tower) – The Wall Of Sound (Jan Davis & Buzz Clifford)
- 1967 International Love Process – Part 1 / International Love Process – Part 2 (Big Bird / UNI)
- 1969 Mosaic (Flamenco Funk) / Hornet’s Nest (Bear)
- 1969 Flamenco Funk (Mosaic) / Hornet’s Nest (Shamley)
- 1970 Raunchy / Dark Blue (RCA Victor)
- 1970 Walk Don’t Run (Flamenco) / Flamenco Funk (UNI)
- 1973 Piece of My Heart / Funky Mud (Triad)
- 1975 Gypsy Fox / Child Of Jude (Danny’s Theme) (Ranwood) – The Jan Davis Guitar
- 1975 Hot Sauce / Soulmate (Ranwood / Quad-ett) – The Jan Davis Guitar
- 1978 Flamenco Dance Man (Flamenco Disco) / Bolero (PBR International) – The Jan Davis Guitar with The Flamenco Boogie Band
- 1978 Flamenco Dance Man / Stringed Action (PBR International) – The Jan Davis Guitar with The Flamenco Boogie Band
- Pepperstick / Police Woman (Cambria) – Jan Davis & The Flamenco Boogie Band
- El Macho / Pepperstick (Cambria) – Jan Davis & The Flamenco Boogie Band
- Prophecy / Funky Symphony (Cambria) – Mike Cushman & Jan Davis
- The Guitar Player / El Macho (Cambria)
- (Return of) The Green Hornet / Man from Nowhere (Little Golden)
- Maiden Spain / El Lobo (Ranwood)
- Bolero / Donna De Oro (Cambria)